# Mario Romañach
Mario Jose Romañach Paniagua (Cuba, diciembre 1917 - EE. UU., 8 de marzo de 1984), fue un arquitecto racionalista cubano, considerado el mejor exponente de la arquitectura cubana del siglo XX.

## Biografía
Miembro de una familia de artistas, estudió arquitectura en la Universidad de La Habana, participando de estudiante en la iconoclasta quema de los Vignolas, con Max Borges, Frank Martínez, Nicolás Quintana, Ricardo Porro, Antonio Quintana y Emilio del Junco.
En 1944 trabajó con Pedro Martínez Inclán y Antonio Quintana Simonetti en el diseño racionalista del Barrio Residencial Obrero Luyanó, al sur de la bahía habanera. El barrio constaba de 1500 viviendas, ocho bloques de apartamentos de cuatro plantas, abastecido de mercados, escuelas, jardines y polideportivo. Romañach adaptó el racionalismo de Le Corbusier al entorno caribeño en que se movía. Otras de sus principales influencias fue la arquitectura japonesa. En la Casa de Rufino Álvarez en Playa Siboney (1957) y en la Casa de Ana Carolina Font (1956) se aprecian la horizontalidad y la integración de la edificación en el entorno, así como su expresiva estructura.
Con el triunfo de la Revolución castrista, emigró a Estados Unidos, donde ejerció la docencia en las universidades de Harvard, Cornell y Pensilvania, donde fue decano del departamento de Arquitectura entre 1971 y 1974 y profesor hasta su fallecimiento en 1984. En los años 70 fue asesor de los fundadores de la facultad de Arquitectura de la Universidad Simón Bolívar de Caracas. En 1984, la Universidad de Pensilvania estableció en su honor las becas Mario Romañach —The Mario Romañach Fellowship Fund—, destinadas para estudiantes sobresalientes del Máster de Arquitectura.

## Defunción
Falleció en Estados Unidos, el 8 de marzo de 1984 a consecuencia de una dolencia cardiaca.

## Premios y distinciones
- Medalla de Oro del Colegio Nacional de Arquitectos de Cuba en 1949 por la Casa de Julia Cueto de Noval.
- Medalla de Oro del Colegio Nacional de Arquitectos de Cuba en 1955 por la Casa de Evangelina Aristigueta de Vidaña.
- Miembro de la National Academy of Design de EE. UU. (1979).[1]

## Obras y Proyectos
Entre 1945 y 1955 diseñó y construyó  mas de 70  obras entre casas particulares, apartamentos y varios edificios públicos.

### Cuba
- Barrio Obrero de Luyanó (1944–48) junto a Quintana y Pedro Martínez.
- Casa de Julia Cueto de Noval (1948)
- Casa José Noval Cueto (1948-49)
- Residencia de Mario Romañach (1949)
- Edificio Ana Fonte de Beato (1949)
- Edificio de apartamentos de Guillermo Alonso (1950)
- Casa de Manuel Saavedra (1951)
- Peletería California (1951)
- Tienda por Departamentos Flogar (1951-56)
- Casa de Evangelina Aristigueta de Vidaña (Luis Alberto y Evangelina Vidaña) (1953)
- Edificio de apartamentos de Josefina Odoardo (1953)
- Edificio de apartamentos de Oswaldo Pardo (1954)
- Casa de Vicente Pardo (1955)
- Casa de Félix Carvajal (1955)
- Casa de Beatriz Baguer (1955)
- Casa de María Dolores Puig (1955)
- El Club de las Madres (1956)
- Edificio de apartamentos de Evangelina Aristigueta de Vidaña (1956)
- Edificio de apartamentos de la Compañía de Inversiones en Bienes y Bonos, S.A (1956-58)
- Casa de Ana Carolina Font (1956)
- Marta Gabriel House (1957)
- Casa de Rufino Álvarez (1957)
- Casa de Guillermina de Soto Bonavia (1957)
- Proyecto para el Banco Nacional de Cuba (1958)
- Casas modelo para el desarrollo de Santa Catalina, junto a Emilio del junco (1958)
- Casa de Ernesto Suárez (1959)

### Estados Unidos
- Chatam Towers, New York City (1967)